# Карл Брюлов
Вижте пояснителната страница за други личности с името Брюлов.
Карл Брюлов (на руски: Карл Па́влович Брюлло́в) е известен руски художник, живописец, монументалист, акварелист, член на Миланската и Пармската академия, Академията „Св. Лука“ в Рим, професор на Петербургската и Флорентинска художествена академия. Брат е на известния архитект Александър Брюлов. Смята се, че той е ключова фигура в преминаването от неокласицизма към романтизма в Русия.

## Фамилията Брюлови
Родоначалник на фамилията Брюлови е френският скулптор-орнаменталист Георг Брюло, който пристига в Санкт Петербург през 1773 година. Неговият син Йохан (Иван) Брюло също става скулптор. Най-възрастният син на Йохан – Пол (Павел) Брюло, вече е руски скулптор и художник, дърворезбар, график, живописец-миниатюрист, академик по орнаментална скулптура.
Следващото поколение приема руско окончание на фамилията си и е богато на хора на изкуството. Най-възрастният син на Пол е Фьодор Брюлов, който става художник, професор по църковна живопис. Следващият син – Александър Брюлов е художник и професор по архитектура. Най-малкият от тримата постига най-голяма известност. Това е Карл Брюлов, един от големите руски художници, член на художествените академии в Петербург, Париж, Рим и Флоренция. Самият Карл няма деца, но традицията продължава и при следващото поколение. Синът на Фьодор – Николай Брюлов става архитект, а синът на Александър е художникът и архитект Павел Брюлов.

## Биография
Карл Брюлов се ражда на 23 декември 1799 в Санкт Петербург в семейството на академика, дърворезбар и гравьор Пол (Павел) Иванович Брюло (1760 – 1833). Още от раните си години е привлечен от Италия. Въпреки обучението си в Императорската художествена академия (1809 – 21), Брюлов никога не приема напълно класическия стил, упражняван там и популяризиран от брат му Александър Брюлов. След като се отличава като обещаващ и креативен студент и завършва образованието си, той напуска Русия и заминава за Рим, където работи до 1835 и рисува портрети и битова живопис. Става известен обаче с историческата си живопис.
Най-известната му творба, „Последният ден на Помпей“ (1830 – 33), е огромна композиция, сравнявана от Пушкин и Гогол с най-добрите платна на Рубенс и Ван Дайк. Картината става сензация в Италия и изкачва Брюлов на върха на европейските художници. След завършването на творбата, той се завръща триумфално в руската столица, където създава много приятелства сред аристокрацията и интелектуалния елит и се сдобива с висока длъжност в Императорската художествена академия. Докато преподава в Академията, Брюлов развива портретен стил, комбиниращ неокласическата простота и романтичните тенденции, което задоволява склонността му към реализъм, като е добавено и интригуващо ниво на психологическо проникване.
Докато работи по плафона на катедралата Исакиевски събор в Петербург, здравето му внезапно се влошава. По съвет на лекарите, Брюлов напуска Русия и заминава за Мадейра през 1849, където прекарва последните три години от живота си. Умира в Манциана, близо до Рим, и е погребан в протестантското гробище там.

## Галерия
- „Гейзерик опожарява Рим“ (1833 – 36). Третяковска галерия, Москва.
- „Италиански обед“ (1827). Държавен руски музей, Санкт Петербург.
- „Бретанско момиче“
- „Туркиня“ (1837 – 38). Третяковска галерия, Москва.
- „Портрет на Нестор Куколник“ (1836)
- „Портрет на Василий Перовски“ (1837)
- „Диана, Ендимион и сатир“ (1849)
- „Фонтанът на Бахчисарай“ (1849)
- „Смъртта на Инес де Кастро“ (1834)
- „Последният ден на Помпей“ (1830 – 33). Държавен руски музей, Санкт Петербург.
- „Портрет на К.А. Поцо ди Борго“ (1833 – 35)
- „Италианска изповед“ (1830)
- „Нарцис“ (1819)